# Chryséis (mère de Philippe V)
Pour les articles homonymes, voir Chryséis (homonymie).
Chryséis, dont les origines sont inconnues, est une concubine de Démétrios II, roi de Macédoine. Elle est parfois confondue avec Phthia, la troisième épouse de Démétrios, dont Chryséis serait alors le surnom.
Son nom n'est probablement qu'un surnom en hommage à Chryséis la captive d'Agamemnon. Elle est donnée par les sources antiques comme étant la mère de Philippe V. Après la mort de Démétrios, elle épouse le régent Antigone III Doson.